# Alexei Iwanowitsch Saurin
Alexei Iwanowitsch Saurin (russisch Алексей Иванович Саурин; * 24. Februar 1950) ist ein russischer Politiker.
Er war von 1997 bis 2001 Bürgermeister der Stadt Balakowo. Als er bei den Bürgermeisterwahlen im Dezember 2000 für eine zweite Amtszeit kandidierte, kam es zu einem Eklat: Nachdem Saurin im ersten Wahldurchgang die absolute Mehrheit nur knapp verfehlt hatte, untersagte ihm ein Gericht die Kandidatur im zweiten Wahldurchgang, da er bei seiner Registrierung falsche Angaben hinsichtlich seines Vermögens gemacht hätte. Saurin legte gegen das Urteil Berufung ein. Uneinigkeit über die Rechtsgültigkeit des Urteils führte dazu, dass der Name Saurins auf einem Teil der Wahlzettel aufgeführt war und auf einem anderen fehlte. Da er dort, wo sein Name enthalten gewesen war 70 Prozent der Stimmen erhielt, beanspruchte er den Wahlsieg für sich. Der Gouverneur der Oblast Saratow, Dmitri Ajazkow, enthob ihn daraufhin seines Amtes. In den folgenden Monaten wurde gegen Saurin ein staatsanwaltliches Ermittlungsverfahren eingeleitet, und er kam für einige Wochen in Untersuchungshaft.
Viele Journalisten führten die Ereignisse bei der Wahl auf einen bereits länger schwelenden Konflikt mit Gouverneur Ajazkow zurück. Saurin gilt als Protegé von Wjatscheslaw Wolodin, einem hochrangigen Funktionär der Partei Einiges Russland (damals Vaterland ganz Russland).
Nach seiner Niederlage im Konflikt um die Bürgermeisterschaft bekleidete Saurin zunächst den Posten des Chefs der Abteilung Jagdwesen im föderalen Landwirtschaftsministerium. Seit 2004 hat er das Amt des stellvertretenden Leiters der Aufsichtsbehörde für Tier- und Pflanzenschutz inne.